# Saint-Caradec-Trégomel
Saint-Caradec-Trégomel is een gemeente in het Franse departement Morbihan (regio Bretagne) en telt 444 inwoners (1999). De plaats maakt deel uit van het arrondissement Pontivy.

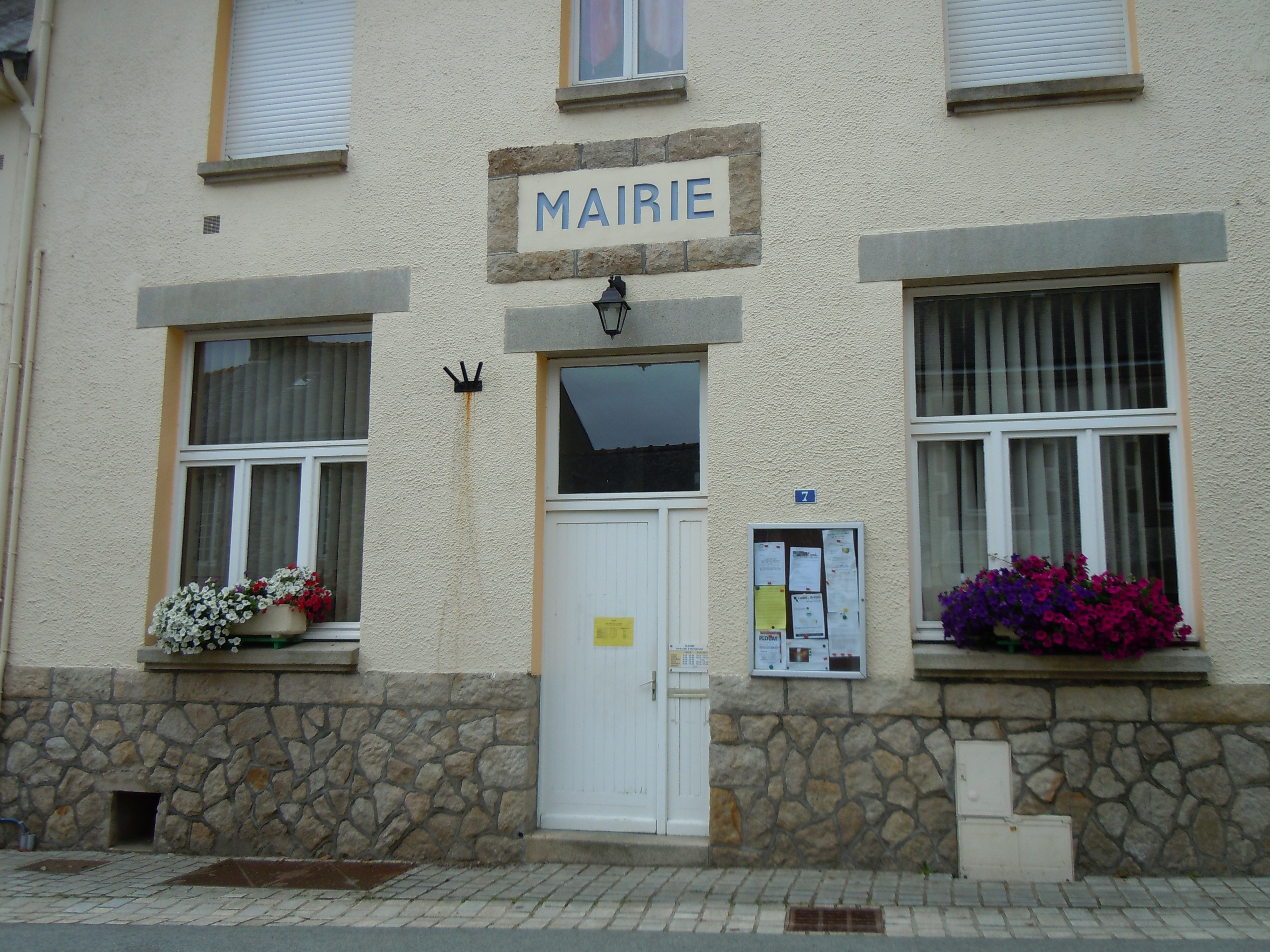
Gemeentehuis
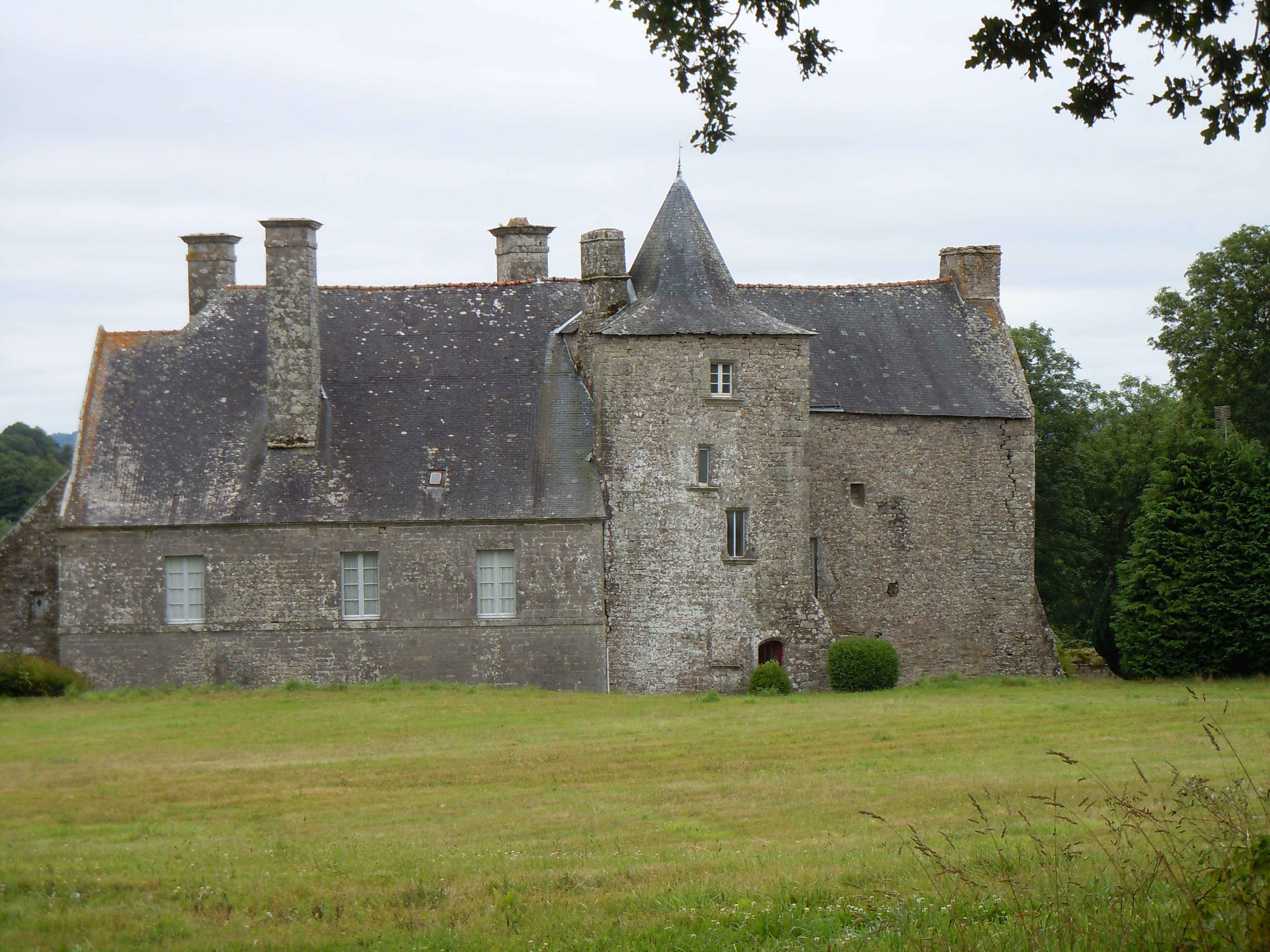
Château de Kermerien, Saint-Caradec-Trégomel
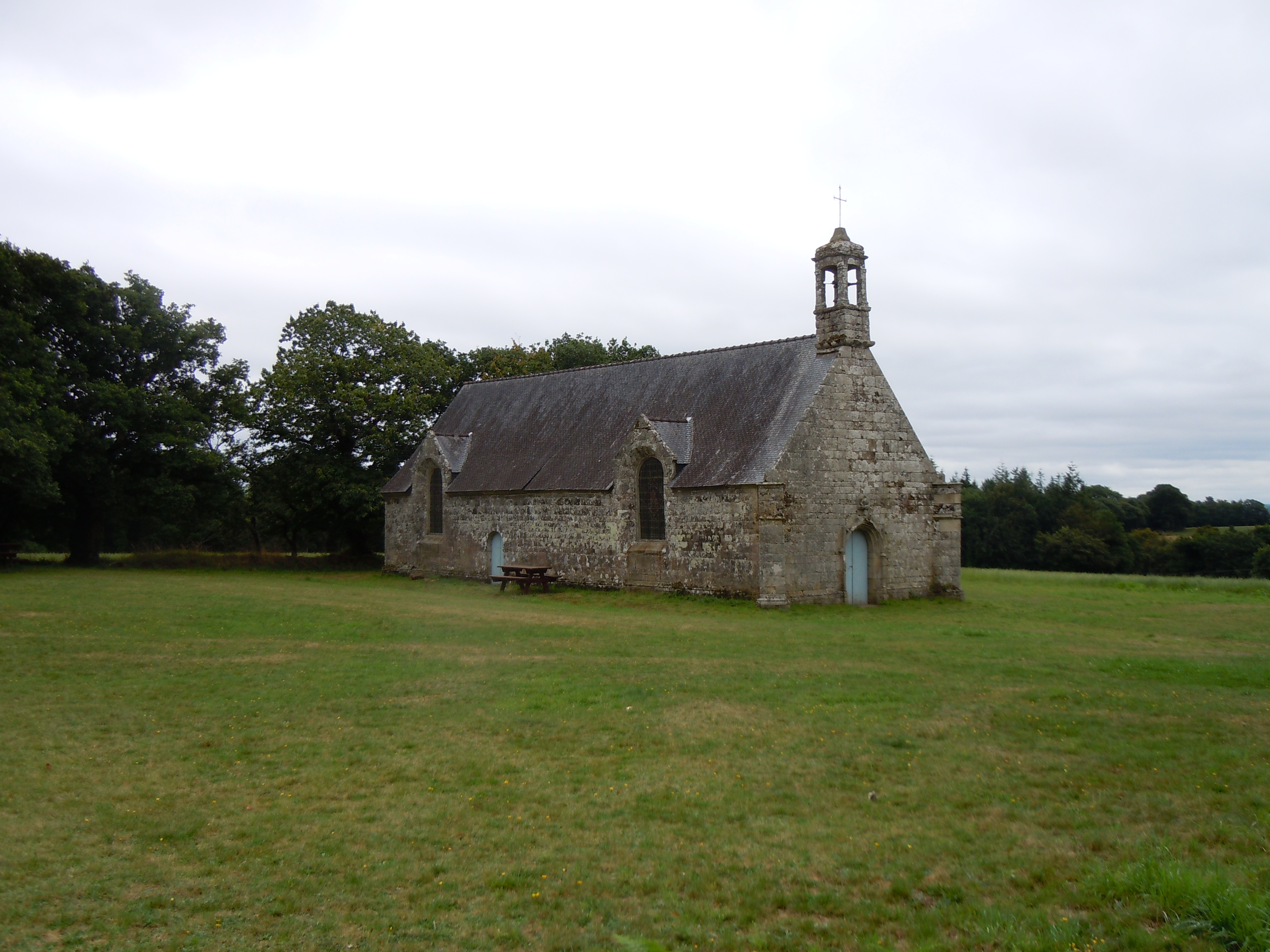
Kapel Saint Cado

## Geografie
De oppervlakte van Saint-Caradec-Trégomel bedraagt 15,9 km², de bevolkingsdichtheid is 27,9 inwoners per km².
De onderstaande kaart toont de ligging van Saint-Caradec-Trégomel met de belangrijkste infrastructuur en aangrenzende gemeenten.

## Demografie
Onderstaande figuur toont het verloop van het inwonertal (bron: INSEE-tellingen).

1. ↑  Populations de référence 2022.